# Tolmerus tesselatus
Tolmerus tesselatus là một loài ruồi trong họ Asilidae. Tolmerus tesselatus được Loew miêu tả năm 1849. Loài này phân bố ở vùng Cổ Bắc giới.